# Aluvij
Aluvij (lat. alluvius) je rastresito i porozno tlo, akumulacijski oblik fluvijalnog procesa. Proces njegovog nastanka započinje erozijom, nastavlja se preoblikovanjem tekućicama, te završava taloženjem odnosno stvaranjem aluvijalnih sedimenata. Aluvij se najčešće sastoji od različitih materijala poput sitnih čestica mulja i gline odnosno većih čestica poput pijeska i šljunka. U geomorfološkom smislu aluviji se pojavljuju u različitim oblicima, najčešće kao lepeza ili ravan (npr. Panonska nizina, Mezopotamija, Pandžab). Gotovo svi aluviji na Zemlji oblikovani su tijekom kvartara, prvenstveno holocena koji se često naziva aluvijem, aluvijom ili naplavnim razdobljem.

## Poveznice
- Automorfna tla